# Димитър Стаменов
Димитър Стойков Стаменов е български просветен деец и революционер.

## Биография
Димитър Стаменов е роден на 14 октомври 1862 година в бедно семейство в светиврачкото село Хърсово, тогава в Османската империя. Учи в начално училище в Хърсово, след което започва работа като чирак във фурна в Горна Джумая. След окупацията на Горна Джумая от руските войски през февруари 1878 година по време на Руско-турската война, руски офицер помага на момчето да бъде изпратено да учи във Врачанското педагогическо училище.
След завършването му, в 1882 година Българската екзархия го назначава за учител във върнатата на Османската империя Горна Джумая. В Горна Джумая Стаменов развива широка просветна и революционна дейност. В 1885 година османските власти го арестуват за революционна дейност и е затворен в Канлъкале в Солун, а след това заточен в Адана. В края на 1885 година успява да избяга от Адана и се установява във Варна в Свободното Княжество. Работи като учител в Пашакьой (1886 – 1890) и Крумово. В 1896 година става учител в Аджамлер, където основава социалистическа дружинка. През 1914 година Стаменов е уволнен. След войните в 1920 година е възстановен като учител и работи в Аджамлер до пенсионирането си в 1925 година.
Стаменов е един от основателите на Варненското археологическо дружество, на което завещава библиотеката си.
Умира на 9 ноември 1939 година във Варна.